# Lantana radula
Lantana radula là một loài thực vật có hoa trong họ Cỏ roi ngựa. Loài này được Sw. mô tả khoa học đầu tiên năm 1788.